# 3617 Eicher
A 3617 Eicher (ideiglenes jelöléssel 1984 LJ) a Naprendszer kisbolygóövében található aszteroida. Brian A. Skiff fedezte fel 1984. június 2-án.